# کاتنگو
کاتنگو (به لاتین: Catengue) یک منطقهٔ مسکونی در آنگولا است که در استان بنگوئلا واقع شده‌است.